# La Jolla Cove
La Jolla Cove est une petite crique et plage de La Jolla, au nord de San Diego, en Californie. Cette baie entourée par des falaises est très riche en vie marine et est donc un lieu de baignade populaire pour les nageurs et les plongeurs.
La Jolla Cove est protégée pour sa partie maritime via le San Diego-La Jolla Underwater Park (en).

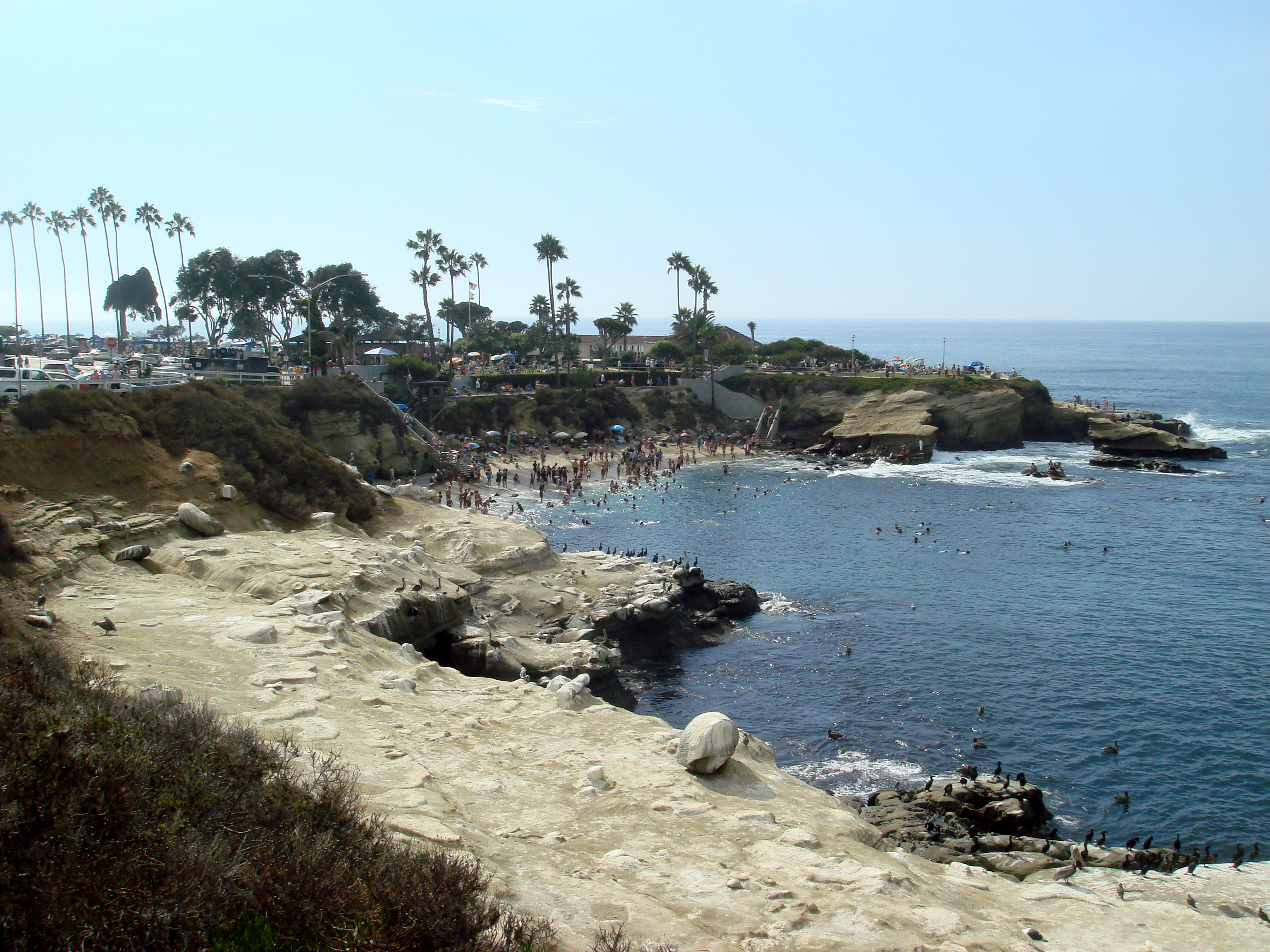
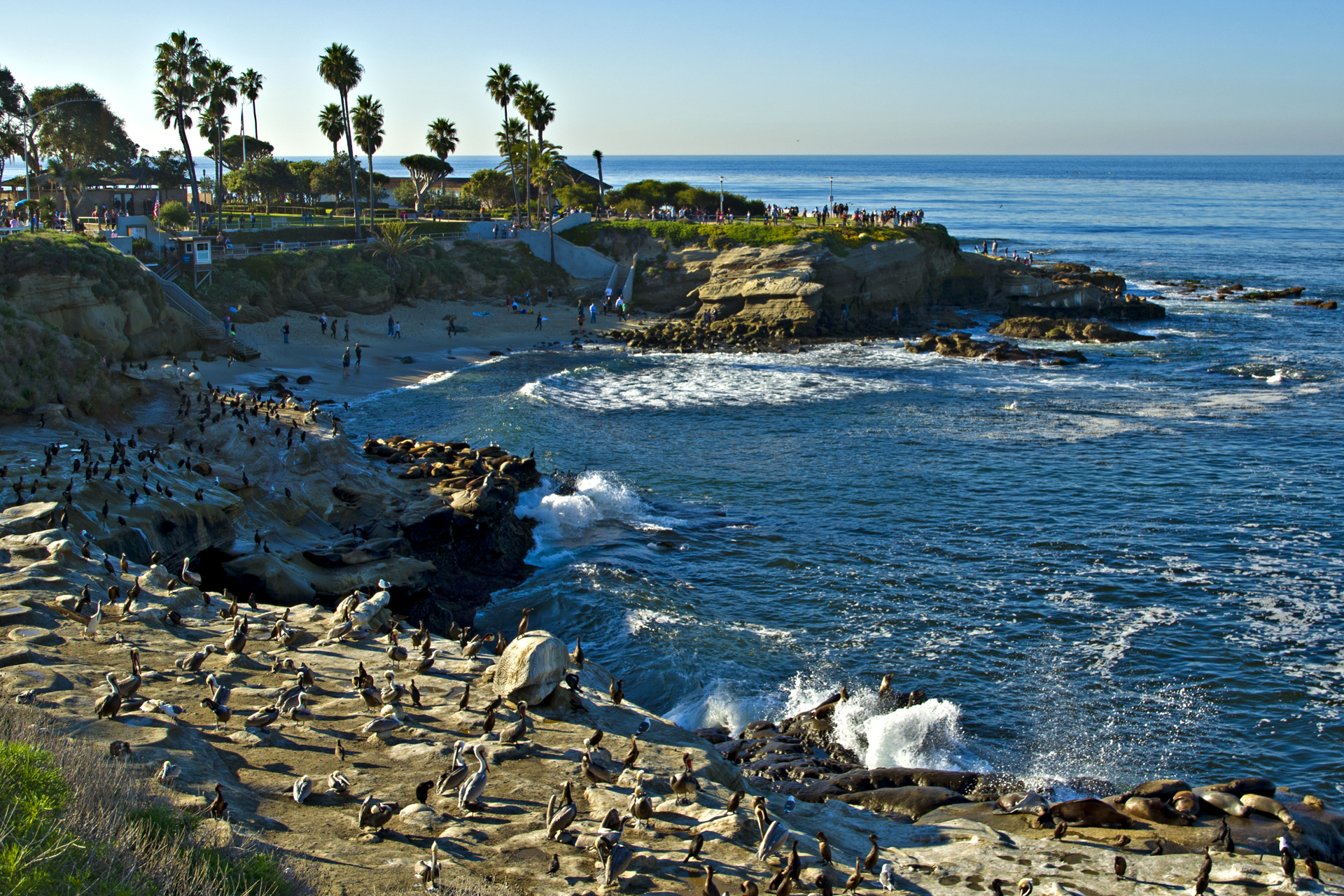
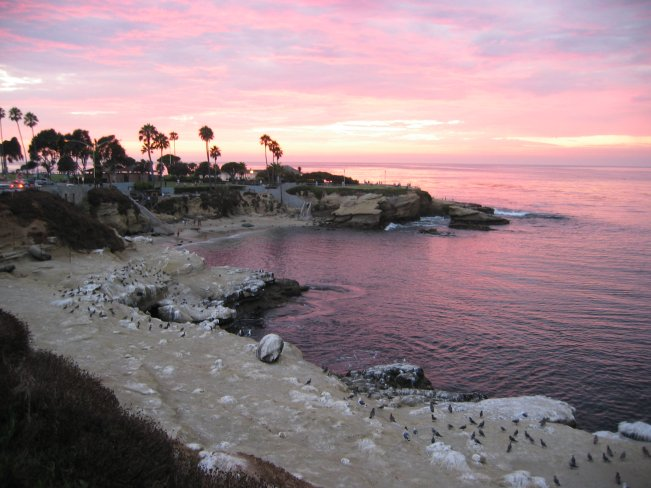
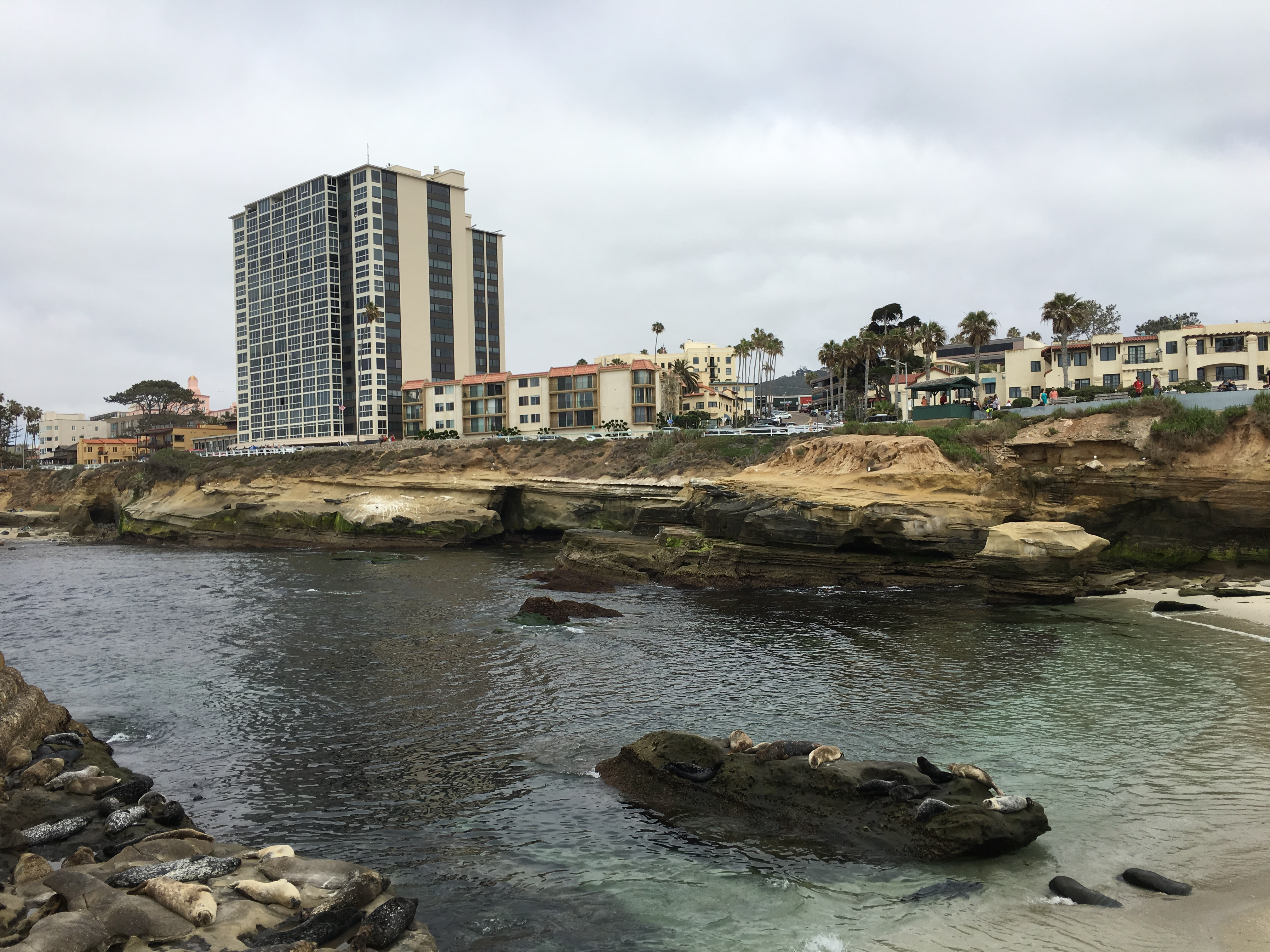
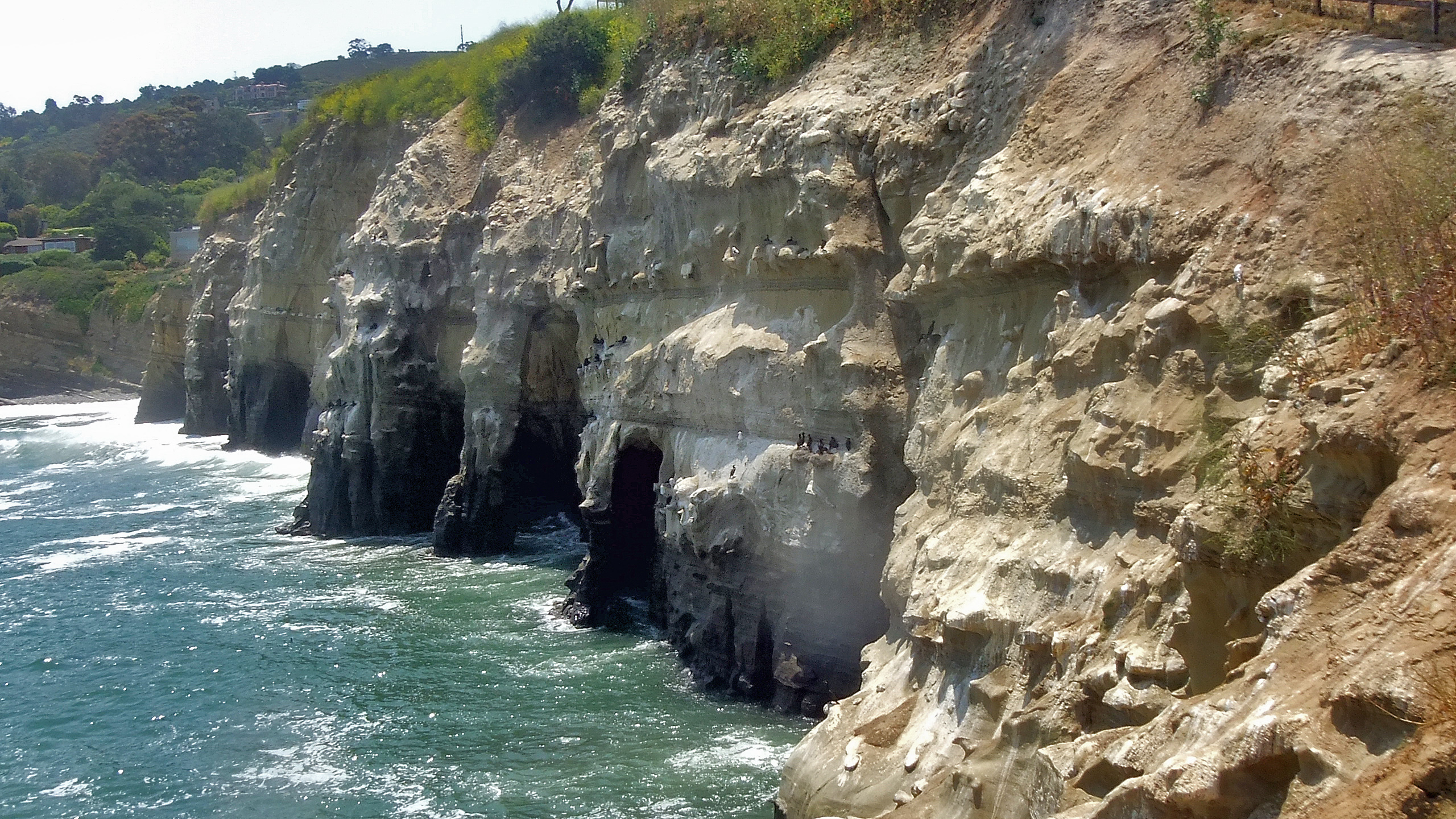